# Cosmia roessleri
Cosmia roessleri är en fjärilsart som beskrevs av Franz Dannehl 1926. Cosmia roessleri ingår i släktet Cosmia och familjen nattflyn. Inga underarter finns listade i Catalogue of Life.